# Eberhard Michaely
Eberhard Jakob Michaely (* 19. Juni 1967 in Saarbrücken) ist ein deutscher Musiker und Autor von Kriminalromanen.

## Leben
Eberhard Michaely absolvierte zunächst eine Berufsausbildung zum Modellbauer, bevor er an der Musikhochschule in Köln Jazz-Saxophon studierte. Neben verschiedenen Engagements in Jazzprojekten und Musicalproduktionen (Cats, Das Phantom der Oper) komponierte er für eigene Bands und unterrichtete als Saxophonlehrer. 2013 kehrte er der Musik den Rücken. Mit fünfzig machte Michaely einen Busführerschein und fährt seither für die Hamburger Hochbahn Linienbus. 
Während einer Pilgerreise nach Saarbrücken entdeckte er 2014 seine Liebe zum Schreiben. 2021 erschien sein erster Kriminalroman Frau Helbing und der tote Fagottist über eine pensionierte Fleischereifachverkäuferin, die im Hamburger Grindelviertel in einem Mordfall ermittelt. Seither sind fünf weitere Bände der Reihe erschienen. 
Eberhard Michaely lebt und arbeitet in Hamburg.

## Auszeichnungen
- 2022 Friedrich-Glauser-Preis in der Kategorie Debüt für Frau Helbing und der tote Fagottist

## Werk

### Kriminalromane
- Frau Helbing und der tote Fagottist. Kampa Verlag, Zürich 2021. ISBN 978-3-31130008-3.
- Frau Helbing und der verschollene Kapitän. Kampa Verlag, Zürich 2021. ISBN 978-3-31115547-8.
- Frau Helbing und die Schwarze Witwe. Kampa Verlag, Zürich 2022. ISBN 978-3-31130026-7.
- Frau Helbing und das Vermächtnis des Malers. Kampa Verlag, Zürich 2022. ISBN 978-3-31130038-0.
- Frau Helbing und der Casanova aus Winterhude. Kampa Verlag, Zürich 2023. ISBN 978-3-31130052-6.
- Frau Helbing und die tödlichen Weihnachtsplätzchen. Kampa Verlag, Zürich 2024. ISBN 978-3-31130069-4.

### Erzählungen
- Die Liane der Toten. In: Anke Küpper/Franziska Henze (Hrsg.): Tee. Matcha. Mord. Teekrimis von Norddeutschland bis Japan. Harper Collins, Hamburg, 2023. ISBN 978-3-36500446-3.

### Diskografie
- Das Fachpersonal: Allgemeines Lebensrisiko. Flieger Records 2004. EAN 4020796415297.
- Das Fachpersonal: O Tannenbaum. Flieger Records 2005. EAN 4020796416096.